# شاهزاده جزر و مد (رمان)
«شاهزاده جزر و مد» (انگلیسی: The Prince of Tides) یک کتاب به نویسندگی پت کونروی است که توسط هاوتن مفلین هارکورت منتشر شد.
این کتاب در سال ۱۹۸۶ در کشور ایالات متحده آمریکا منتشر شده است.